# هارولد گارفینکل
هارولد گارفینکل (۲۹ اکتبر ۱۹۱۷۲–۲۱ آوریل ۲۰۱۱) جامعه‌شناس آمریکایی و بنیان‌گذار نظریه  روش‌شناسی مردمی به عنوان رشته‌ای خلاق در جامعه‌شناسی است.

## زندگی و اندیشه

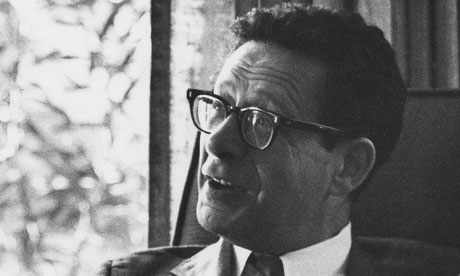
هارولد گارفینکل

گارفینکل شاگرد آلفرد شوتس در مدرسهٔ نوین تحقیقات اجتماعی نیویورک بود. پیش از آن در اواخر دههٔ ۱۹۴۰ شاگرد تالکوت پارسونز بود و بعد که با نظریات شوتس آشنا شد، سعی کرد تا این دو جهت‌گیری متفاوت در جامعه‌شناسی را درهم بیامیزد. (۹۶) در سال ۱۹۵۲ موفق به گرفتن درجهٔ دکترا از دانشگاه هاروارد شد و در ۱۹۵۴ به دانشگاه کالیفرنیا در لس‌آنجلس رفت و در این دوره بود که گارفینکل ضمن تدریس به دانشجویان فوق‌لیسانس خود، همراه با آنان تلاش کرد تا دیدگاه  روش‌شناسی مردمی را بپروراند. روش‌شناسی مردمی عبارت است از «بررسی مجموعه دانش و شناخت مبتنی بر درک متعارف و یک رشته رویه‌ها و ملاحظاتی که اعضای عادی جامعه به کار می‌گیرند تا شرایطی را که خود را در آن می‌یابند قابل فهم ساخته، شیوه‌های مقتضی را پیدا کرده و مطابق با آن شرایط دست به عمل بزند.» با انتشار کتاب بررسی‌هایی در روش‌شناسی مردمی در سال ۱۹۶۷ توسط گارفینکل، این دیدگاه علاوه بر غرب آمریکا که با تلاش‌های گارفینکل و دانشجویانش گسترش یافته بود، در سراسر آمریکا نیز مخاطبان فراوانی پیدا کرد.

## آزمایش‌های نقض گارفینکل
با توجه به جامعه‌شناس مشهور جورج ریتزر آزمایش‌های نقض آزمایش‌هایی هستند که در آن «حقایق اجتماعی نقض می‌شوند تا روش‌هایی که مردم این حقایق را بر پایهٔ آن‌ها ساخته‌اند روشن شود». گارفینکل در کارهایش دانشجوهای را به انجام آزمایش‌های نقض ترغیب می‌کرد تا از این طریق مثال‌هایی برای روش‌شناسی مردمی پایه مهیا شود. براساس گفتهٔ گارفینکل این آزمایش‌ها از آن جهت که به درک استانداردهای اجتماعی که دیده می‌شوند ولی به آنها توجه نمی‌شود، مورد انتظار هستند و مشخصه‌های پس زمینهٔ گفتمان‌های روزانه هستند کمک می‌کند حائز اهمیت هستند. او بسیار از این آزمایش‌ها را در کتاب‌هایش بیان می‌کند.
مثال زیر یکی از آزمایش‌های نقض گارفینکل از کتاب درس‌هایی در روش‌شناسی مردمی است.
مورد اشارهٔ ۳: در شب جمعه من و همسرم در حال تماشای تلویزیون بودیم، همسرم اعلام کرد که خسته است. من پرسیدم که از چه نظر خسته هستی؟ از نظر فیزیک، روحی یا کلا کسل شده‌ای؟
مرد: نمی‌دونم احتمالاً فیزیکی.
زن: آیا منظورت این است که عضلات یا استخوان‌هایت درد می‌کنند؟
مرد: احتمالاً. خیلی تخصصی نپرس
مرد بعد از چند دقیقه تماشای فیلم: تمام این فیل‌های قدیی یک شخصیت کلیشه ای دارند.
زن: منظورت چیست؟ همهٔ فیلم‌های قدیمی یا برخی از آن‌ها یا تنها فیلمی که در حال تماشای آن هستی؟
مرد: مشکل تو چیست؟ خودت منظور من را می دانی.
زن: کاش می‌شد کمی دقیق تر توضیح می‌دادی.
مرد: خودت می دانی منظور من چیست. برو به جهنم.
امروزه برخی کتاب‌های مرجع جامعه‌شناسی آزمایش‌های نقض را به عنوان روش‌های پژوهشی معرفی می‌کنند که روش‌شناسان مردمی برای بررسی ساختارهای اجتماعی بکار می‌برند. هر چند که برای گارفینکل آزمایش‌های نقض روش‌های تدریسی هستند که وی از آنها به عنوان تمرین‌های روش‌شناسی مردمی یاد می‌کند.